# パレスチナ解放戦線
パレスチナ解放戦線（パレスチナかいほうせんせん、アラビア語:جبهة التحرير الفلسطينية、英語:Palestinian Liberation Front、略称:PLF）は、パレスチナの政党。
パレスチナ解放人民戦線総司令部（PFLP-GC）から分派した。1976年のレバノン内戦中の方針の相違の結果、1977年4月にPFLP-GCを離脱した者たちがアブー・アッバースとタルアト・ヤアクブを中心に形成した。1985年にアキレ・ラウロ号事件、1990年にテルアビブ海岸上陸事件を起こした。1997年10月8日、アメリカ合衆国国務省によってテロ組織（FTO）に指定された。
日本政府によってテロ組織に指定されている。